# Gonocausta sabinalis
Gonocausta sabinalis là một loài bướm đêm trong họ Crambidae.